# 蒂姆罗市镇
蒂姆罗市镇（瑞典語：Timrå kommun）是瑞典北部西诺尔兰省的一个市镇。其治所位于蒂姆罗。